# 张健 (水球运动员)
张健（1988年6月23日—），中国前男子水球运动员。他是西班牙巴塞罗那2013年世界游泳锦标赛上中国队成员，最终以第14名完赛。